# 海蘭二號鎮區 (堪薩斯州諾頓縣)
海蘭二號鎮區（英語：Highland-District 2 Township）是位於美國堪薩斯州諾頓縣的一個行政鎮區。

## 地方資料
海蘭二號鎮區的面積為756.31平方千米，當中陸地面積為748.73平方千米，而水域面積為7.57平方千米。根據2010年美國人口普查的數據，當地共有人口604人，而人口密度為每平方千米0.8人。

## 外部連結
- US-Counties.com
- City-Data.com （页面存档备份，存于）